# Thomsonův rozptyl
Thomsonův rozptyl je elastický rozptyl elektromagnetického záření o volné nabité částice, jak popisuje klasický elektromagnetismus. Jedná se pouze o limit nízkoenergetického Comptonova rozptylu, kinetická energie částic a fotonová frekvence se nemění v důsledku rozptylu. Tento limit je platný, dokud je energie fotonu mnohem menší než hmotnost energie částice: {\displaystyle \nu \ll mc^{2}/h} nebo ekvivalentně, pokud je vlnová délka světla mnohem větší než Comptonova vlnová délka částice.

## Popis jevu
Při nízkoenergetickém omezení elektrické pole dopadající vlny (fotonů) urychluje nabité částice, což je dáno tím, že vysílá záření o stejné frekvenci jako incidentní vlna a tím dochází k rozptylu. Thomsonův rozptyl je důležitý jev ve fyzice plazmatu a byl poprvé popsán fyzikem J. J. Thomsonem. Dokud je pohyb částic nerelativistický (tj. jeho rychlost je mnohem menší než rychlost světla), hlavní příčinou zrychlení částice bude elektrická polní složka incidentní vlny. V prvním přiblížení, může být vliv magnetického pole zanedbán. Částice se budou pohybovat ve směru oscilujícího elektrického pole, což vede k elektromagnetickému dipólovému záření. Pohybující se částice vyzařuje nejvíce ve směru kolmém na její zrychlení a proto bude záření polarizované ve směru jejího pohybu. V závislosti na tom, kde se pozorovatel nachází, může být světlo rozptýlené z prvku s malým objemem více či méně polarizováno.
Elektrické pole příchozí a pozorované vlny (tj. odchozí vlna) mohou být rozděleny na složky ležící v rovině pozorování (tvořené příchozími a pozorovanými vlnami) a složky kolmými na tuto rovinu. Součásti ležící v rovině jsou označovány jako "radiální" a součásti kolmé k rovině jsou "tangenciální".
Diagram vpravo zobrazuje rovinu pozorování. Ukazuje radiální složku dopadajícího elektrického pole, které způsobuje, že nabité částice v bodě rozptylu vykazují radiální složku zrychlení (tzn. složku tečnou k rovině pozorování). Lze prokázat, že amplituda pozorované vlny bude úměrná kosinusu χ, úhlu mezi dopadajícím a pozorovaným vlnami. Intenzita, která je čtvercem amplitudy, pak bude snížena o faktor cos2(χ). Je vidět, že tangenciální složky (kolmé k rovině diagramu) nebudou tímto způsobem ovlivněny.
Rozptyl je nejlépe popsán emisním koeficientem, který je definován jako ε, kde ε dt dV dΩ dλ je energie rozptýlená objemovým prvkem {\displaystyle dV} v čase dt do pevného úhlu dΩ mezi vlnovými délkami λ a λ+dλ. Z pohledu pozorovatele existují dva emisní koeficienty, εr odpovídající radiálně polarizovanému světlu a εt odpovídající tangenciálně polarizovanému světlu. Pro nepolarizované dopadající světlo jsou tyto:
{\displaystyle \varepsilon _{t}={\frac {\pi \sigma _{t}}{2}}In}
{\displaystyle \varepsilon _{r}={\frac {\pi \sigma _{t}}{2}}In\cos ^{2}\chi }
kde {\displaystyle n} je hustota nabitých částic na bodu rozptylu, {\displaystyle I} je incident toku (tj. energie/čas/plocha/vlnová délka) a {\displaystyle \sigma _{t}} je Thomsonův průřez pro nabité částice, který je definován níže. Celková energie vyzařovaná objemovým prvkem {\displaystyle dV} v čase dt mezi vlnovými délkami λ a λ+dλ se zjišťuje integrováním součtu emisních koeficientů ve všech směrech (pevný úhel):
{\displaystyle \int \varepsilon \,d\Omega =\int _{0}^{2\pi }d\varphi \int _{0}^{\pi }d\chi (\varepsilon _{t}+\varepsilon _{r})\sin \chi =I\sigma _{t}n(2+2/3)\pi ^{2}=I\sigma _{t}n{\frac {8}{3}}\pi ^{2}.}
Thomsonův diferenciální průřez, týkající se součtu emisivity koeficientů je dán
{\displaystyle {\frac {d\sigma _{t}}{d\Omega }}=\left({\frac {q^{2}}{4\pi \varepsilon _{0}mc^{2}}}\right)^{2}{\frac {1+\cos ^{2}\chi }{2}}}
vyjádřeno v jednotkách SI, q je náboj na částici, m hmotnost částice a {\displaystyle \varepsilon _{0}} konstanta permitivita vakua. (K získání výrazu v CGS jednotkách použijeme faktor 4πε0.) Integrací přes prostorový úhel získáme Thomsonův průřez
{\displaystyle \sigma _{t}={\frac {8\pi }{3}}\left({\frac {q^{2}}{4\pi \varepsilon _{0}mc^{2}}}\right)^{2}}
v jednotkách SI.
Důležité je, že průřez je nezávislý na frekvenci fotonu. Průřez je úměrný jednoduchým číselným faktorem čtverci klasického poloměru bodové částice o hmotnosti m a náboji q, tj.
{\displaystyle \sigma _{t}={\frac {8\pi }{3}}r_{e}^{2}}
Alternativně, může být toto vyjádřeno z hlediska {\displaystyle \lambda _{c}}, Comptonovy vlnové délky a konstanty jemné struktury:
{\displaystyle \sigma _{t}={\frac {8\pi }{3}}\left({\frac {\alpha \lambda _{c}}{2\pi }}\right)^{2}}
Pro elektron je Thomsonův průřez číselně dán vztahem:
{\displaystyle \sigma _{t}={\frac {8\pi }{3}}\left({\frac {\alpha \hbar c}{mc^{2}}}\right)^{2}=6.6524587158\ldots \times 10^{-29}{\text{ m}}^{2}=66.524587158\ldots {\text{ (fm)}}^{2}} 

## Příklady Thomsonova rozptylu
Reliktní záření je lineárně polarizované v důsledku Thomsonova rozptylu, což bylo naměřeno DASI a dalšími nedávnými experimenty.
Sluneční K-koróna je výsledkem Thomsonova rozptylu slunečního záření od slunečních koronálních elektronů. NASA STEREO mise vytváří trojrozměrné obrazy elektronové hustoty v okolí Slunce měřením K-koróny ze dvou samostatných satelitů.
V tokamacích, koronách cílů ICF a dalších experimentálních fúzních zařízeních mohou být teploty a hustoty elektronů v plazmě měřeny s vysokou přesností detekcí účinku Thomsonova rozptylu laserového paprsku s vysokou intenzitou.
Inverzní Comptonův rozptyl může být viděn jako Thomsonův rozptyl ve zbytkovém rámci relativistické částice.
Rentgenová krystalografie je založena na Thomsonově rozptylu.